# 妙義龍泰成
妙義龍泰成（1986年10月22日—），本名宮本泰成，日本兵庫縣高砂市出身的前大相撲力士。他身高187cm、體重150kg、血型A型、最高位置是東關脇（2012年9月場所-11月場所、2013年7月場所-9月場所、2014年9月場所）。興趣是釣魚。他所屬相撲部屋為境川部屋。

## 早期生活和相撲背景
宮本最初是地區相撲俱樂部的成員，在初中，他作為相撲參與者參加了一個全國運動會。他轉到埼玉縣升讀高中，並於2004年與他的同學，未來的豪榮道豪太郎一起參加了一個相撲活動，並在小組比賽中排名第二。2008年，作為日本體育大學的第四年學生，他在大分縣獲得了全國相撲比賽，並有資格作為一個幕下力士進入專業相撲，他收到了幾個相撲部屋的邀請，最終選擇了豪榮道所屬的境川部屋。

## 生涯
他的第一場比賽是在2009年5月。在2010年1月場所升為十兩力士，在第一場比賽中令人信服地擊敗了十文字友和，但僅在第二天，他的左膝就在對格魯吉亞人力士臥牙丸勝的比賽中嚴重受傷，並且退出了比賽。由於受傷，被逼退出三場季賽，他的排名在2010年9月的比賽中回歸之後，已經下降到了以前從未戰鬥過的三段目等級。當他在2010年9月的回來比賽的時候，獲得了完美的7-0紀錄，在接下來的比賽中，他重新晉升到幕下級別。在2011年7月重回十兩級別，
在9月比賽中，他贏得了更令人信服的13-2紀錄和連續的冠軍。這將確保他在2011年11月的比賽中進入幕內力士。在2012年1月的比賽中，妙義龍獲得了10-5的勝利紀錄，在前碘5敉目進行了進步。他在那裡取得了強勁的表現，得分9-6，並獲得了他的第一個三賞:技能賞。他在5月份的比賽中獲得了第二個技能賞。在接下來的7月份的比賽中，晉升為小結。並獲得了成功的記錄和他的第三個技能賞。在9月的比賽中被提升為關脇，他是部屋中排行第二高的力士， 他在過去五場季賽中獲得了十場比賽和第四次技術獎。
在2013年1月初場所，妙義龍掛名前頭一枚目，他在第3天擊敗了橫綱白鵬翔，得到第一個金星章。但只得7:8的記錄。在五月份，他擊敗了另一個橫綱日馬富士公平和兩個ō大關，並獲得了第十次技術獎，獲得了強勁的11-4分。他的成功繼續，在接下來的7月和9月的比賽中有兩次排名關脇，他將於2013年11月回到前頭一枚目，但是在2014年1月的比賽中，一場獲勝的比賽將會讓他回到小結，他在本次比賽中輸了他的前四場比賽，因受傷而退賽。在3月份將他降回前頭十枚目。但連續兩場8-7的獲勝錦標賽將在2014年7月的比賽中將他帶回關脇級別，但因傷害他不得不錯過了整個季賽，並回到了前頭隊伍。11月份的9場胜利以及2015年1月的9場胜利讓他在3月份的錦標賽中回到小結級別，在9月的比賽中第四次晉升為關脇，他在2015年11月因2-13記錄，失去了關脇地位，在2016年都排行在前頭級別。在2017年5月的比賽結束後，他被降級到十兩級別。
他也受到女性相撲粉絲的歡迎，其中有些人在比賽中暱稱他為“22”，顯然是參考他身體的脂肪百分比。
2024年9月24日宣佈引退，襲名振分成為年寄。